# Xihua
Der Kreis Xihua (西华县,  Xīhuá Xiàn) ist ein Kreis in der chinesischen Provinz Henan, der zum Verwaltungsgebiet der bezirksfreien Stadt Zhoukou gehört. Xihua hat eine Fläche von 1.210 km² und zählt 737.000 Einwohner (Stand: Ende 2018).

## Administrative Gliederung
Auf Gemeindeebene setzt sich der Kreis aus neun Großgemeinden und zehn Gemeinden zusammen. 